# 고령 김씨
고령 김씨(高靈金氏)는 경상북도 고령군을 본관으로 하는 성씨이다. 고양(高陽)은 고령(高靈)의 고호라 한다.

## 역사
시조 김남득(金南得)은 의성군(義城君) 김석(金錫)의 11세손으로 고려 때 전리좌랑(典理佐郞)을 역임한 김의(金宜)의 아들이다. 초명은 김기지(金麒芝)이고 고려 충혜왕 때 진사시에 합격하고 공민왕 때 상주목사, 감찰집의, 양광도안렴사를 역임하였다.
공민왕때 최유가 왕을 폐위하려할 때 김기지(金麒芝)는 왕위 보존에 공을 세워 익대공신 고양부원군(高陽府院君)에 봉해지고 "득어영남지의(得於嶺南之意)"를 하사받았는데, 여기에서 두 글자 남(南)과 득(得)을 취하여 이름을 김남득(金南得)으로 개명하였다고 한다. 아버지는 전리좌랑 김의(金宜)이다.

### 시조에 대해
《김씨 분관록》·《증보문헌비고》·《조선씨족통보》등의 문헌에는 시조가 전리좌랑 김의(金宜)이며, 수로왕의 후손으로 고령(高靈)으로 분적하였다고 하였다. 아들 김남득(金南得)은 고양부원군(高陽府院君)이다.

## 본관
삼한시대의 고령군 일대에는 진한의 여담국, 소등붕국 등 여러 부족국가가 형성되었다가, 신라시대에 757년(경덕왕 16)에 전국에 9주를 설치하고 군·현의 명칭을 고칠 때 고령군(高靈郡)으로 개칭하고 강주(康州. 현재의 진주)에 소속시켰다.
고려시대에는 1018년(현종 9)는 영천현(靈川縣)으로 개칭되면서 이 지역은 경산부(京山府, 현 성주)에 예속시키고 야로현은 합천군으로 이속되었다. 1175년(명종 5)에 감무를 설치하였다. 조선시대 1413년(태종 13)에 현감을 설치하였다.
1895년(고종 32)에 지방관제를 개정하면서 고령현을 고령군으로 개칭하였다. 1979년에 고령면이 고령읍으로 승격되었다. 고령읍은 2015년 4월 대가야읍으로 변경되었다.

## 인물

### 고려
- 김남득(金南得): 김의의 아들, 고양부원군(高陽府院君)
- 김무(金畝): 고양부양군 김남득의 아들, 공양왕 때 사헌장령, 정몽주와 함께 고려 왕조를 지키려다가 조선이 건국된 후 숙청됨

### 조선
- 김사행(金士行): 김남득의 손자, 여산군수･홍산군수, 사복시정
- 김사문(金士文): 김남득의 손자, 사헌부집의
- 김사충(金士忠): 김남득의 손자, 승지
- 김사신(金士信): 김남득의 손자, 합천군수
- 김구(金鉤): 문과 급제, 부사, 병조참판
- 김초중(金超重): 토산 현감
- 김수문(金秀文): 김의의 6세손, 문과 급제, 판윤, 청백리에 선정
- 김면(金沔): 김수문의 종질, 임진왜란 의병장, 경상병마절도사, 서원에 향사
- 김연(金演): 부사 김구의 손자, 임진왜란 의병장
- 김식(金栻): 김수문의 6세손, 정려

## 분파
- 고산파(高山派)
- 신녕파(新寧派)
- 충주파(忠州派)
- 노성장선파(魯城長善派)
- 김제파(金堤派)
- 공주합천달성파(公州陜川達城派)
- 양천파(陽川派)
- 순천공파(順天公派)
- 고령파(高靈派)
- 노성죽헌파(魯城竹軒派)
- 합천묘성파(陜川妙城派)

## 같이 보기
- 김해 김씨
- 의성 김씨
- 광주 김씨
- 개성 김씨
- 설성 김씨